# Frédéric de Foix (grand écuyer de Navarre)
Ne doit pas être confondu avec Frédéric de Foix ou de Foix.
Frédéric de Foix (né vers 1500 - 1537), grand écuyer de Navarre, seigneur d'Almenêches, d'Écouché (Conches), d'Aubermesnil (Ivermesnil) et de Lyons.

## Biographie
Fils illégitime de Jacques de Foix, infant de Navarre, et d'une de ses maîtresses, il fut élevé à la cour de Navarre. 
En 1521, il participe aux côtés d'André de Foix, seigneur d'Esparros à la campagne qui permet la reconquête du royaume de Navarre sur les Castillans. Mais après la désastreuse défaite de Noain il préconise, avec d'autres, la retraite au nord des Pyrénées. La guerre de Navarre s'étant prolongée jusqu'en 1525, il participe probablement à d'autres opérations.
Son cousin le roi Henri II de Navarre pourvut à son établissement en lui faisant donation en 1527 de plusieurs seigneuries situées dans le duché d'Alençon à l'occasion de son mariage avec Hélène Picard, attachée au service de la reine Marguerite de Navarre.

## Mariages et descendance
Il épousa en premières noces Hélène Picart, fille de Louis Picart, seigneur d'Ételan, et de Charlotte l'Huillier. Hélène Picart mourut sans laisser de posterité.
Veuf, il épousa Françoise de Silly, fille de François de Silly, seigneur de Longray et d'Aimée Motier de La Fayette, dame de Cerizay, d'où une fille unique :
- Jeanne de Foix, dame d'honneur de Jeanne d'Albret, reine de Navarre, qui se mariera avec Armand-Arnaud de Gontaut, seigneur de Saint Géniez, baron de Badefol, sénéchal de Béarn.

Françoise de Silly, veuve de Frédéric de Foix, se remarie avec Jean de Bourbon, vicomte de Lavedan.